# Goudswaard

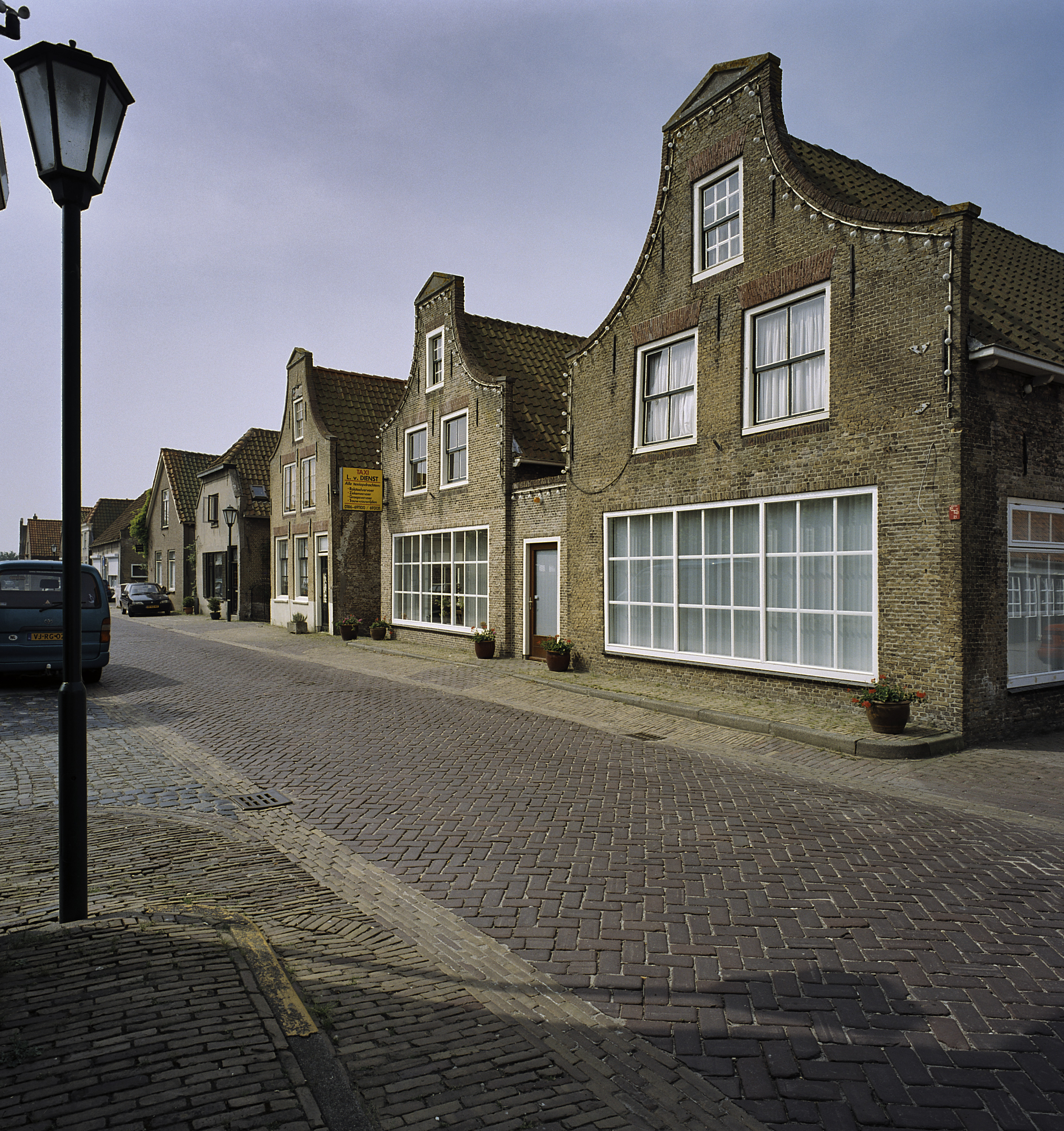
Edifici storici nella Dorpsstraat di Goudswaard

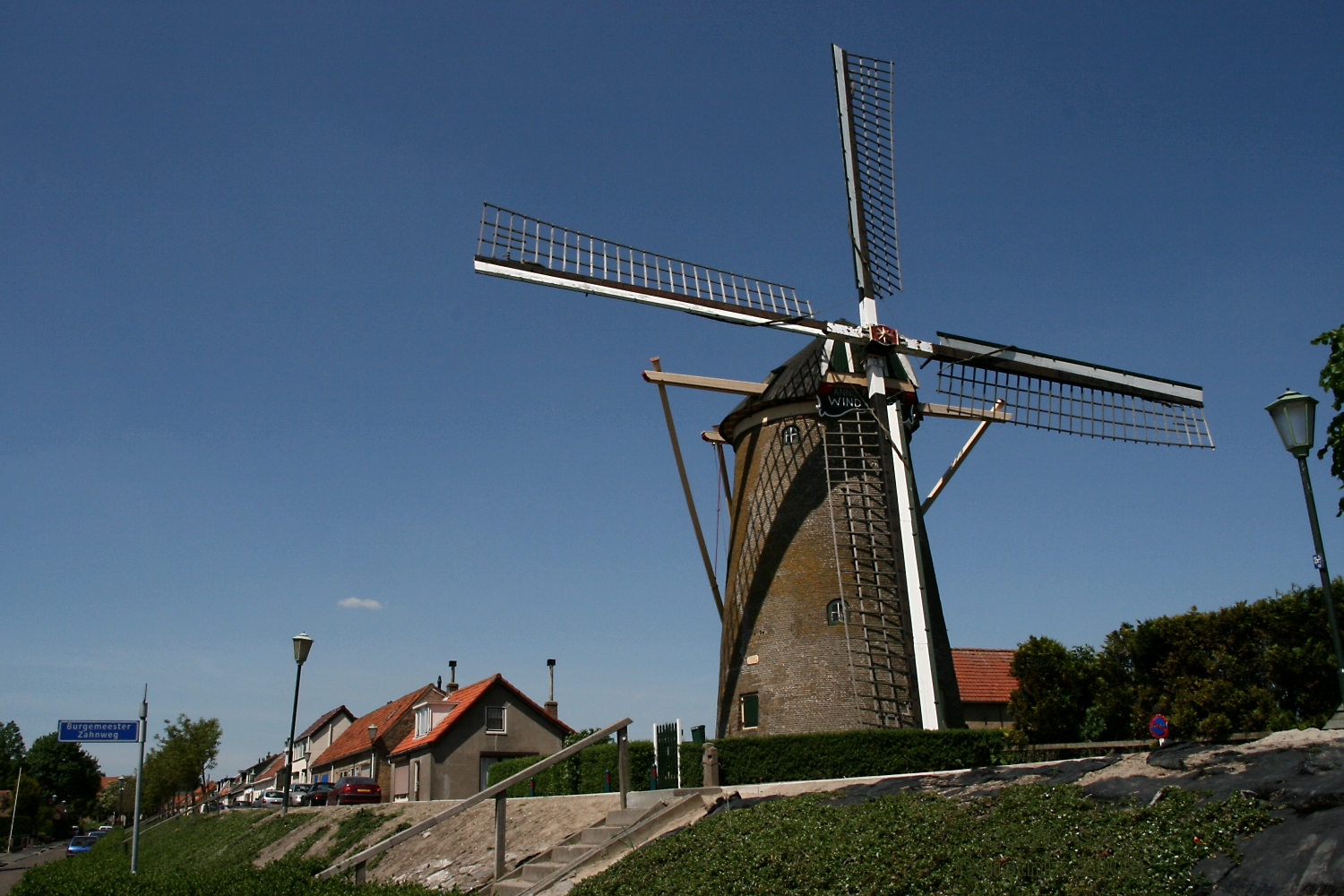
Il mulino Windlust a Goudswaard

Goudswaard, conosciuto anche come De Korendijk, è un villaggio (dorp) di circa 1.500 abitanti della costa sud-occidentale dei Paesi Bassi, facente parte della provincia dell'Olanda Meridionale e situato lungo il corso dello Haringvliet , nell'isola di Hoeksche Waard. Dal punto di vista amministrativo, si tratta di un ex-comune, dal 1984 accorpato alla municipalità di Korendijk, municipalità a sua volta inglobata nel 2019 nel comune di Hoeksche Waard.

## Geografia fisica
Goudswaard si trova nella parte meridionale dell'isola di Hoeksche Waard, a sud dei villaggi di Zuidland e Nieuw-Beijerland e ad ovest del villaggio di Zuid-Beijerland e di fronte all'isola di Tiengemeten.

## Storia

### Dalle origini ai giorni nostri
Il terreno su cui sorge il villaggio venne menzionato già nel 1246 come Corendic.
Questo territorio, che faceva parte della signoria di Putten, sprofondò nel 1439 e nello stesso anno, con lo sbarramento del polder di Oud-Korendijk, venne fondato il villaggio attuale.

### Simboli
Lo stemma di Goudswaard è costituito due righe verticali blu inframezzate da una riga verticale blu e reca una corona.
Le origini di questo stemma sono ignote: si sa solo che fu usato come stemma di una signoria nel corso del XVIII secolo.

## Monumenti e luoghi d'interesse
Goudswaard vanta 26 edifici classificati come rijksmonumenten.

### Architetture religiose

#### Chiesa protestante
Principale edificio religioso di Goudswaard è la Hervormde Kerk ("Chiesa protestante"), situata al nr. 19 della Dorpsstraat e risalente al 1721.

### Architetture civili

#### Mulino Windlust
Altro edificio d'interesse di Goudswaard è il mulino Windlust, risalente alla fine del XVII secolo.

## Società

### Evoluzione demografica
Al censimento del 2018, Goudswaard contava una popolazione pari a 1.525 abitanti, in maggioranza (50,7% di sesso femminile).
La località ha conosciuto un lieve incremento demografico rispetto al 2017, quando Goudswaard contava una popolazione pari a 1.520 abitanti. Il dato era però in calo rispetto al 2016, quando Goudswaard contava 1.530 abitanti.

## Geografia antropica

### Suddivisioni amministrative
Buurtschappen
- Nieuwendijk
- Oudendijk
- Tiengemeten (in parte)